# Étienne Aubry
Étienne Aubry (Versailles, 10 gennaio 1745 – Versailles, 24 luglio 1781) è stato un pittore francese.

## Biografia

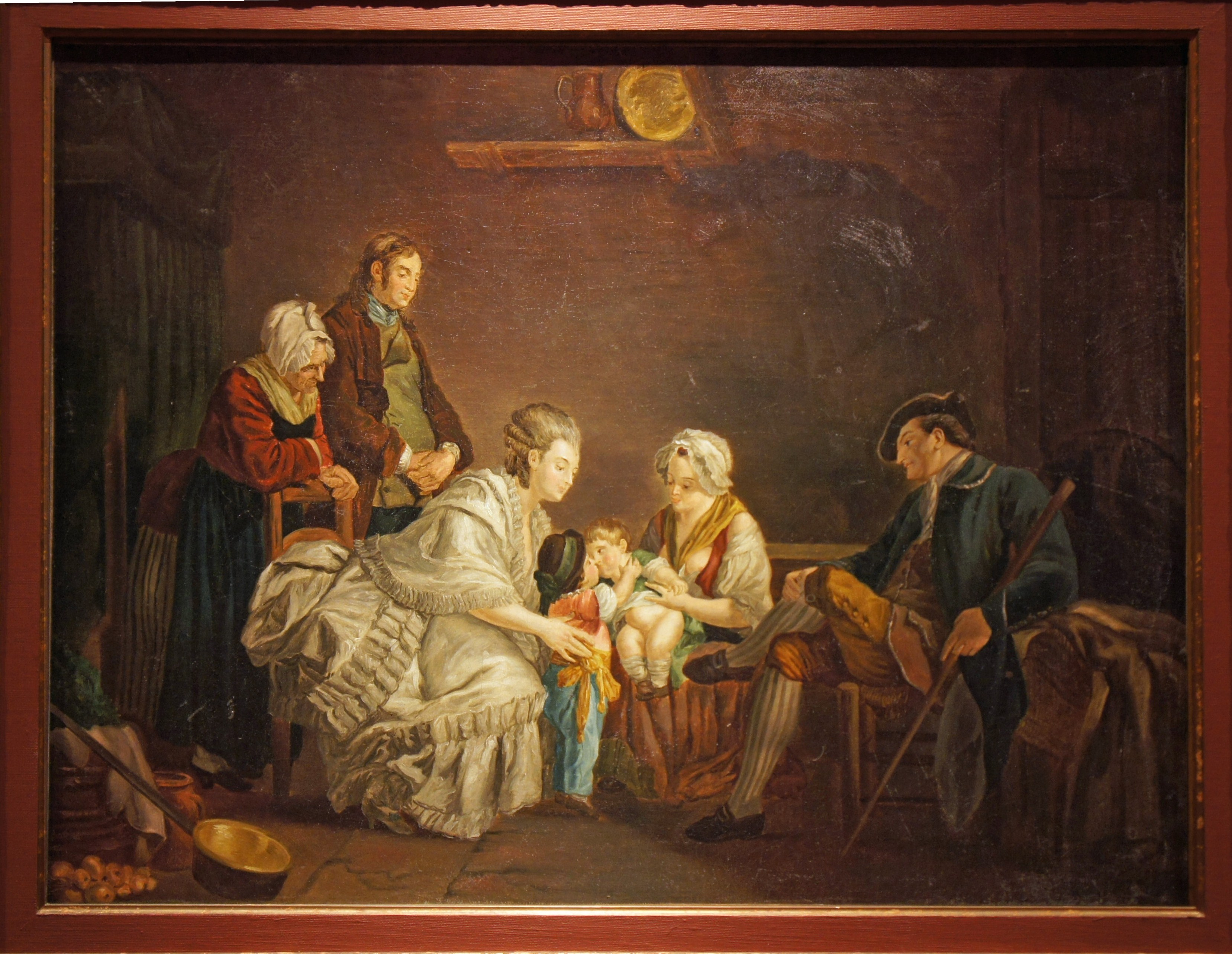
Visita alla nutrice, museo di belle arti e d'archeologia di Châlons-en-Champagne.

Proveniente da una famiglia poco agiata, Étienne Aubry mostrò presto una predisposizione al disegno. Incominciò la propria formazione artistica con Jacques Augustin de Silvestre, "maestro a disegnare i figli di Francia", prima di entrare nella bottega del pittore neoclassico Joseph-Marie Vien, futuro direttore dell'Accademia di Francia a Roma e primo pittore del re.
Nei suoi primi anni di carriera, Aubry lavorò quasi esclusivamente come ritrattista e fu in quanto tale accettato all'Accademia reale nel 1771. Nello stesso anno fece il suo debutto al Salon, esponendo quattro ritratti. In questo campo ottiene i suoi primi successi, ritraendo i suoi più celebri contemporanei, tra cui Christoph Willibald Gluck, Étienne Jeaurat (1771 circa) e Madame Victoire che suona l'arpa (1773). Il 30 settembre 1775 viene ricevuto come ritrattista all'Accademia reale con i ritratti di Noël Hallé e Louis-Claude Vassé come opere di ricevimento. A partire da questo momento, volendo dare uno stimolo in più al suo talento, si mise a dipingere sullo stile di Jean-Baptiste Greuze, in un genere più considerato dentro la gerarchia, ossia scene di genere patetiche e morali, tratte dalla vita domestica. Difatti, dopo aver esposto qualche ritratto ai Salon del 1771 e del 1773, si dedicò alle scene di genere nel 1775 con L'Amore paterno, mentre nel 1777 presenta il Matrimonio infranto che ebbe un gran successo.

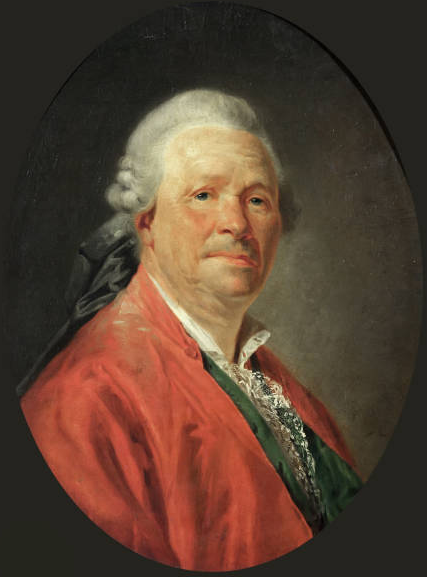
Ritratto di Christoph Willibald Gluck del 1777

Ben deciso a diventare pittore del "gran genere" storico, nell'autunno 1777 si recò a Roma protetto dal sovrintendente dei Bâtiments, il conte d'Angiviller, suo mecenate più influente. Questi lavori storici non ottennero tuttavia il successo sperato e il pittore in questo periodo dipinse sempre di meno. Nel 1780, tornato in Francia, fu colpito dalla febbre e morì un anno più tardi. La sua ultima fatica, L'Addio di Coriolano a sua moglie (1781), fu esposto al Salon dell'autunno 1781 ed ebbe un grande successo. Secondo Bachaumont, "vi si trova un colore verace, una composizione saggia, un effetto netto, ma soprattutto un eccellente gusto dell'antico". Per la Gazette des beaux-arts il dipinto "fu certamente uno dei migliori, benché la sua opere non fosse molto abbondante".
Aubry era molto apprezzato dai suoi contemporanei. Diderot scrisse a proposito: "M. Aubry procede a grandi passi nella sua carriera; i suoi ritratti sono delle garanzie del successo che può promettersi di giorno in giorno. [...] molti altri [pittori] non gli sono superiori in colore e verosomiglianza." La sua opera è stata incisa, tra gli altri, da Delaunay, Saint-Aubin e Le Vasseur. Era fratello minore di Philippe-Charles Aubry, a cui si deve la prima traduzione francese dei Dolori del giovane Werther. Aveva sposato inoltre la figlia del collega Louis-René Boquet, Marie-Madeleine Boquet, da cui ebbe un figlio, Marie-Augustin, nato a Parigi verso 1774 ed entrato nella bottega di Vincent alla scuola dell'Accademia il 2 aprile 1788, dove vi rimase almeno fino al 1791.

## L'opera

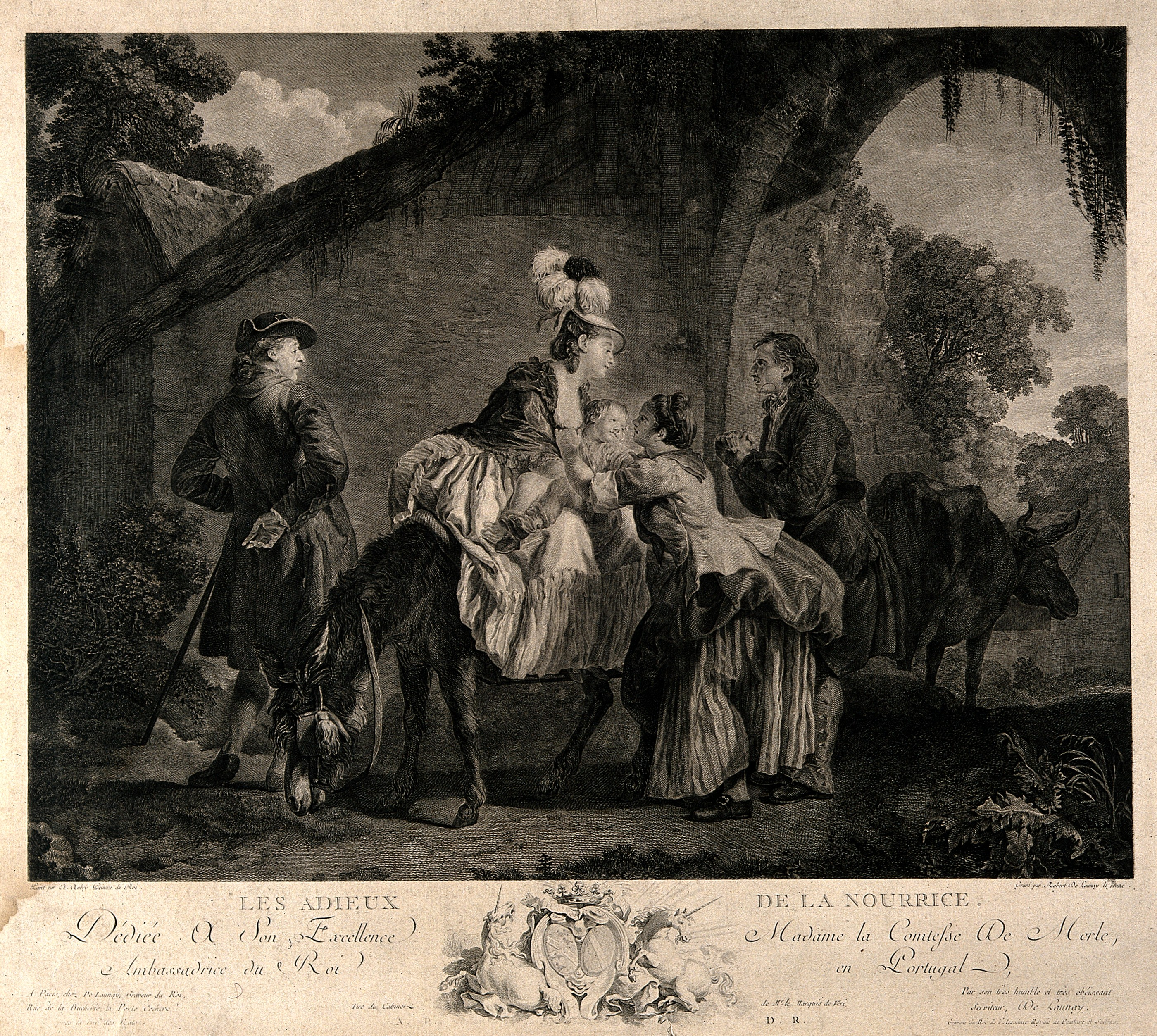
L'addio della nutrice, incisione di Nicolas de Launay da Aubry.

Nelle opere di Aubry permangono costanti riferimenti alle questioni morali come l'educazione (come si evince dall'Addio alla governante, 1777), oltre che all'evoluzione della condizione femminile e il rapporto con la maternità. Si servì dunque della pittura di genere per denunciare e rispondere a tali quesiti. I dipinti L'addio di Coriolano e L'addio di abitante del villaggio e di sua moglie figuravano tra le opere della collezione di Jacques Augustin de Silvestre, professore di Aubry.

## Opere nelle collezioni pubbliche
Negli Stati Uniti
- Detroit, Detroit Institute of Arts: La Pastorella delle Alpi, 1775.
- Williamstown, Clark Art Institute: L'Addio alla governante, 1777.

In Francia
- Sorbona: Ritratto in piedi di Louis François Armand Vignerot du Plessis, duca di Richelieu, in abito di cavaliere dell'ordine del Santo Spirito di Étienne Aubry (1745-1781); Cancelleria della Sorbona;
- Châlons-en-Champagne, museo di belle arti e d'archeologia: Visita alla nutrice, olio su tela.
- Cholet, museo d'arte e di storia: L'Addio di Coriolano alla sua famiglia, nel momento di partire per recarsi dai Vosgi, Salon del 1781, olio su tela.
- Parigi, Museo del Louvre: Christoph Willibald Gluck, 1771 circa, olio su tela; Il bicchiere di vino, olio su tela.
- Versailles, Museo di storia della Francia: Ritratto di Louis-Claude Vassé, 1771, olio su tela, opera di ricevimento all'Académie; Madame Victoire che suona l'arpa, 1773, olio su tela; Ritratto di Noël Hallé, 1775, olio su tela, opera di ricevimento all'Académie.

Nel Regno Unito
- Birmingham, Barber Institute of Fine Arts: L'Amore paterno, 1775, olio su tela.

## Opere incise da dipinti di Aubry
- L'Addio della nutrice, Nicolas de Launay.
- Prima lezione d'amicizia fraterna, Nicolas de Launay.
- L'Addio della nutrice, Robert de Launay.
- Il Matrimonio infranto, Robert de Launay.
- La Riconoscenza di Fonrose, Robert de Launay.
- Gli Amanti curiosi, Jean-Charles Le Vasseur.
- L'Amore paterno, Jean-Charles Le Vasseur.
- La Pastorella della Alpi, Jean-Jacques Veau.
- La Correzione materna, Joseph de Longueil.
- L'Occupazione domestica, Maurice Blot.
- La Bontà materna, Maurice Blot.
- L'Abuso di credulità, Nicolas de Launay.